# Nutanix
Nutanix, Inc. — американська компанія хмарних обчислень, яка продає програмне забезпечення для центрів обробки даних і гібридних багатохмарних розгортань. Це включає програмне забезпечення для віртуалізації, Kubernetes, базу даних як послугу, програмно визначену мережу, безпеку, а також програмно визначене сховище для зберігання файлів, об'єктів і блоків.

## історія
Компанія Nutanix була заснована 23 вересня 2009 року Dheeraj Pandey, Mohit Aron і Ajeet Singh. На початку 2013 року Aron залишив Nutanix, щоб заснувати Cohesity, приватну компанію зі зберігання комп'ютерних даних.
Фірми венчурного капіталу інвестували 312,2 мільйона доларів протягом п'яти раундів фінансування в Nutanix. До 2013 року компанія досягла оцінки в 1 мільярд доларів, що зробило її відомою як «стартап-єдиноріг». У 2014 році компанія залучила 140 мільйонів доларів США в раунді фінансування серії E, оцінивши компанію приблизно у 2 мільярди доларів. Серед спонсорів Nutanix були Lightspeed Venture Partners, Khosla Ventures і Blumberg Capital.
Nutanix подала заявку на первинне публічне розміщення акцій (IPO) у грудні 2015 року, повідомивши про чистий збиток у фінансовому році, що закінчився в липні 2015 року, у розмірі 126 мільйонів доларів. У серпні 2016 року Nutanix оголосила про придбання PernixData.
IPO 30 вересня 2016 року залучило близько 230 мільйонів доларів після продажу 14,87 мільйона акцій за ціною 16 доларів. Це було найбільше IPO за підтримки венчурного капіталу 2016 року в США Аналітики очікували, що публічне розміщення Nutanix буде відкладено.
У травні 2017 року Nutanix співпрацює з IBM для створення серії апаратних пристроїв для центрів обробки даних із використанням IBM Power Systems для бізнес-додатків.
У березні 2018 року Nutanix оголосила про придбання Minjar, розташованого в Бангалорі, і Netsil, стартапу моніторингу хмарних додатків у Сан-Франциско. Пізніше того ж року Nutanix придбала стартап DaaS Frame.
1 червня 2019 року Nutanix призначила Brian Stevens до ради директорів. У березні 2020 року Sohaib Abbasi увійшов до ради директорів компанії.
У зв'язку з пандемією COVID-19 у квітні 2020 року компанія Nutanix оголосила про звільнення близько 1500 співробітників У червні 2020 року Nutanix додала до ради директорів Virginia Gambale. У грудні 2020 року Pandey змінив на посаді виконавчого директора Rajiv Ramaswami, який був головним операційним директором у VMware. VMware подала позов, стверджуючи про конфлікт інтересів, але припинила судову боротьбу через рік.
У 2021 році компанія перейшла від виробництва апаратних пристроїв до зосередження на програмному забезпеченні за підпискою.
У 2022 році MinIO стверджувала, що Nutanix порушувала ліцензію на безкоштовне програмне забезпечення MinIO протягом останніх трьох років, у результаті чого добросовісні переговори з цього приводу були зірвані, а ліцензія Nutanix була відкликана.

### Придбання
| Дата         | Компанія        | опис                                                                                    | Список літератури |
| ------------ | --------------- | --------------------------------------------------------------------------------------- | ----------------- |
| серпня 2016  | PernixData      | Програмне забезпечення для віртуалізації серверної флеш-пам'яті та оперативної пам'яті. | [ 28 ]            |
| серпня 2016  | Calm.io         | Платформа автоматизації DevOps                                                          | [ 29 ]            |
| березня 2018 | Netsil          | Запуск моніторингу хмарних програм                                                      | [ 30 ]            |
| березня 2018 | Minjar          | Розробник Botmetric, сервісу для публічних хмар.                                        | [ 31 ]            |
| серпня 2018  | MainFrame2 Inc. | Хмарний робочий стіл Windows і доставка програм                                         | [ 32 ]            |

## Операції
Nutanix поєднує зберігання, обчислення та віртуалізацію. Сімейства програмних продуктів компанії включають Acropolis, Prism, Era, Frame і Files. У 2015 році повідомлялося, що Nutanix створив гіпервізор на базі Linux KVM під назвою AHV (Acropolis HyperVisor), щоб спростити керування комп'ютерною інфраструктурою.
Nutanix рекламувала свої продукти як «гіперконвергентну інфраструктуру». У 2020 році компанія перейшла на бізнес-модель передплати.